# UGナチ
UGナチ (UGNazi) は、ハッカーグループ。米国政府最高の漏洩を行ったとの記述される事がある。メンバーは、NextTheGod、SatanTheGod、CosmoTheGodらと推測。読み方不明だが、ユージーナチもしくはアングラナチと推測される。

## 概要
ロゴマークはヒットラーをかわいくデフォルメしたもの。それらから政治的なナチズムハッカーグループとの分析もあるが、単なる悪ふざけでナチの名前を利用した可能性もある。英語版ウィキペディアにはロゴマークが確認でき、その下には英語でかわいいを意味する「pretty」ではなく、日本語でかわいいの音写「Kawaii Hitler」とわざわざ日本語で表記されている。また公式サイトをもち、公式サイトからリンクされたツイッターには「白目を剥いた」顔写真にて運営されている。
この様に全般的に子供の悪ふざけの様な印象をもたらす画像等をもっているものの、その幼稚なイメージとは裏腹に極めて高い技術力を持ち(精神性と技術力の隔離)、2012年にCIAに対してサイバー攻撃を行いダウンさせている。
またワシントンD.C.の軍事部門に対してDNSの脆弱性を利用したサイバー攻撃を行い、大規模な機密情報の漏洩に成功している。
その他多くのサイバー攻撃を行いクレジット情報なども盗んだとされる。メンバーのリーダーだと自供したJoshTheGodは、2012年6月26日にマンハッタンにて盗んだ情報を利用してATMから現金を引き出そうとしてFBIに逮捕された。
このFBIの作戦は2年間に及ぶ大規模なもので、他のグループのハッカーも多数逮捕されたが、その内未成年者である事を理由に情報が公開されなかった者も複数いた。逮捕の詳細は不明ながら、後の2012年11月7日に15歳の少年がCosmoTheGodとして量刑を言い渡された事が確認されている。
また日本語での報道は皆無に近く2件が確認できるのみである。